# Мідлотіан (Техас)
Мідлотіан (англ. Midlothian) — місто (англ. city) в США, в окрузі Елліс штату Техас. Населення — 35 125 осіб (2020).

## Географія
Мідлотіан розташований за координатами 32°28′12″ пн. ш. 96°59′0″ зх. д. / 32.47000° пн. ш. 96.98333° зх. д. (32.470015, -96.983361).  За даними Бюро перепису населення США в 2010 році місто мало площу 130,53 км², з яких 128,86 км² — суходіл та 1,68 км² — водойми. В 2017 році площа становила 139,46 км², з яких 137,75 км² — суходіл та 1,70 км² — водойми.

## Демографія
Згідно з переписом 2010 року, у місті мешкало 18 037 осіб у 6138 домогосподарствах у складі 4963 родин. Густота населення становила 138 осіб/км².  Було 6435 помешкань (49/км²).
Расовий склад населення:
| - 88,5 % — білих - 3,6 % — чорних або афроамериканців - 0,8 % — азіатів - 0,4 % — корінних американців - 0,1 % — вихідців з тихоокеанських островів - 4,2 % — осіб інших рас |

До двох чи більше рас належало 2,4 %. Частка іспаномовних становила 15,2 % від усіх жителів.
За віковим діапазоном населення розподілялося таким чином: 31,6 % — особи молодші 18 років, 60,8 % — особи у віці 18—64 років, 7,6 % — особи у віці 65 років та старші. Медіана віку мешканця становила 32,9 року. На 100 осіб жіночої статі у місті припадало 96,6 чоловіків;  на 100 жінок у віці від 18 років та старших — 93,5 чоловіків також старших 18 років.
Середній дохід на одне домашнє господарство  становив 85 254 долари США (медіана — 74 881), а середній дохід на одну сім'ю — 93 306 доларів (медіана — 86 858). Медіана доходів становила 56 363 долари для чоловіків та 43 964 долари для жінок. За межею бідності перебувало 5,3 % осіб, у тому числі 6,4 % дітей у віці до 18 років та 3,5 % осіб у віці 65 років та старших.
Цивільне працевлаштоване населення становило 10 141 особа. Основні галузі зайнятості: освіта, охорона здоров'я та соціальна допомога — 22,2 %, виробництво — 11,8 %, роздрібна торгівля — 11,4 %.